# 후이신시제베이커우역
후이신시제베이커우역(惠新西街北口站)은 중국 베이징시 차오양구 다툰 가도·샤오관 가도 접경의 북4환동로·후이신시가·베이위안로 교차로 남쪽에 위치한 베이징 지하철 5호선의 역이다. 역의 색조는 은회색이다.

## 위치
이 역은 북4환 후이신시교(惠新西桥)의 남쪽에 위치해 있으며, 역명은 후이신시가(惠新西街) 북쪽끝에 위치함에서 유래되었다.

## 구조
이 역은 5호선 북단의 첫 번째 지하역으로, 상대식 승강장으로 설계되어 있으며, 승강장에는 고대 경전인 《삼자경(三字經)》,《백가성(百家姓)》,《천자문(千字文)》,《제자규(弟子規)》의 서예가 새겨져 있다.
| 지면층          | 출구                                | A-C출구                               |
| 지하 1층        | 대합실                              | 고객 센터, 개집표기                   |
| 지하 2층 승강장 | 상대식 승강장, 오른쪽 출입문이 열림 | 상대식 승강장, 오른쪽 출입문이 열림   |
| 지하 2층 승강장 | ←                                   | ■ 5호선 톈퉁위안베이 방면(다툰루둥)   |
| 지하 2층 승강장 | →                                   | ■ 5호선 쑹자좡 방면(후이신시제난커우) |
| 지하 2층 승강장 | 상대식 승강장, 오른쪽 출입문이 열림 |                                       |

## 출구
이 역에는 세 개의 출구가 있다.:A(북서), B(동북), C(동남)
|                            | |      |             |
| 출구                       | 출구 인근 | 사진 | 무장애 시설 |
| 出口 · A                   | 북4환동로(남측), 버스정류장:후이신시제역, 안후이 빌딩, 티베트 빌딩, 아시안 게임 선수촌, 안후이리(安慧里)                      |      |             |
| 出口 · B                   | 북4환동로(남측), 후이신시제 소구(惠新西街小区), 천학가원(千鹤家园), 중국듣기언어재활연구센터, 건양목(干杨树), 베이징 연합대학 |      |             |
| 出口 · C                   | 후이신 서가(동측), 버스정류장: 후이신시제베이커유역, 남각원(蓝珏苑)                                                           |      |             |
| 아이콘 설명: 휠체어 리프트 | |      |             |

## 인근 역세권
- 중국예술연구원
- 티베트 문화 박물관